# بلیک اسلتکین
بلیک اسلتکین (انگلیسی: Blake Slatkin؛ زادهٔ ۱ ژانویهٔ ۱۹۹۷) تهیه‌کننده و ترانه‌سرا است. او بیشتر به خاطر کارش با جاستین بیبر، لیل ناس ایکس، لیزو، د کید لروی، گریسی آبرامز، سم اسمیت و سیزا  شناخته شده‌است. اسلاتکین رتبه هفتم را در ۱۰ آهنگ برتر بیلبورد هات ۱۰۰ به‌دست آورده و ۴ عدد از آنها به رتبه اول رسیدند.

## حرفه
اسلاتکین در لس آنجلس، کالیفرنیا به دنیا آمد و بزرگ شد و در ۱۰ سالگی شروع به نواختن گیتار کرد. او در گروه‌های موسیقی اجرا می‌کند و در سالن‌های اطراف لس‌آنجلس آواز می‌خواند، از اینکه حرفه‌ای در تولید را کشف کند. در ۱۶ سال یک دوره کارآموزی را با تهیه‌کننده بنی بلانکو آغاز کرد و سپس به شهر نیویورک رفت تا در دانشگاه نیویورک تحصیل کند.
اسلاتکین به عنوان دانشجوی دانشگاه نیویورک با گریسی آبرامز و عمر آپولو به عنوان تهیه‌کننده و ترانه‌سرا کار کرد و به عنوان تهیه‌کننده اجرایی در هر دو پروژه طراحی آنها مشارکت کرد. اسلاتکین پس از انصراف از دانشگاه نیویورک به لس آنجلس نقل مکان کرد تا تمام وقت در موسیقی کار کند.
اسلاتکین با همکاران قدیمی د کید لروی، لیل ناس ایکس، عمر فدی، و ۲۴ کیلو طلا در طول همه‌گیری کووید-۱۹ کار کرد. او در آن سال اولین شماره ۱ خود را در بیلبورد هات ۱۰۰ با شاهکار «مود» از ۲۴ کیلو طلا «به همراه ایان دیور» به دست آورد. این آهنگ به مدت هشت هفته در صدر جدول قرار گرفت. در آن سال او همچنین «بدون تو» توسط د کید لروی را تهیه کرد، پس از آن د کید لروی و جاستین بیبر «بمان» ساخته شد که همچنین در بیلبورد هات ۱۰۰ به اوج رسید. «بمان» همچنین در بیلبورد هات ۱۰۰ و بیلبورد ۲۰۰ جهانی جمعاً هفت هفته را در صدر جدول سپری کرد و تبدیل به دومین آهنگ طولانی تمام دوران در جدول شد و همچنین بیشترین هفته‌ها را در شماره ۱ تاریخ رادیو پاپ سپری کرد.
در شصت و چهارمین دوره جوایز سالانه گرمی، اسلاتکین به دلیل کارش به عنوان تهیه‌کننده در «مونترو» از لیل ناس ایکس و ترانه‌سرا در آلبوم، «این چیزی است که می‌خواهم»، نامزد دریافت آلبوم سال شد.
در سال ۲۰۲۱، اسلاتکین به فهرست سالانه هیت‌سازهای سال ورایتی اضافه شد. فوربس در سال ۲۰۲۲ او را در فهرست سالانه ۳۰ نفر زیر ۳۰ سال خود قرار داد و در جوایز پاپ بی‌ام‌آی سال ۲۰۲۲ برای کارش در «مود»، برنده بهترین آهنگ پاپ سال شد و همچنین در جوایز موسیقی آی‌هارت رادیو برای تهیه‌کننده سال نامزد شد.